# 國立中央博物圖書院館聯合管理處
國立中央博物圖書院館聯合管理處，簡稱聯管處，為國立故宮博物院等機構文物在北溝時期（1949年－1955年）的管理機關。

## 簡史

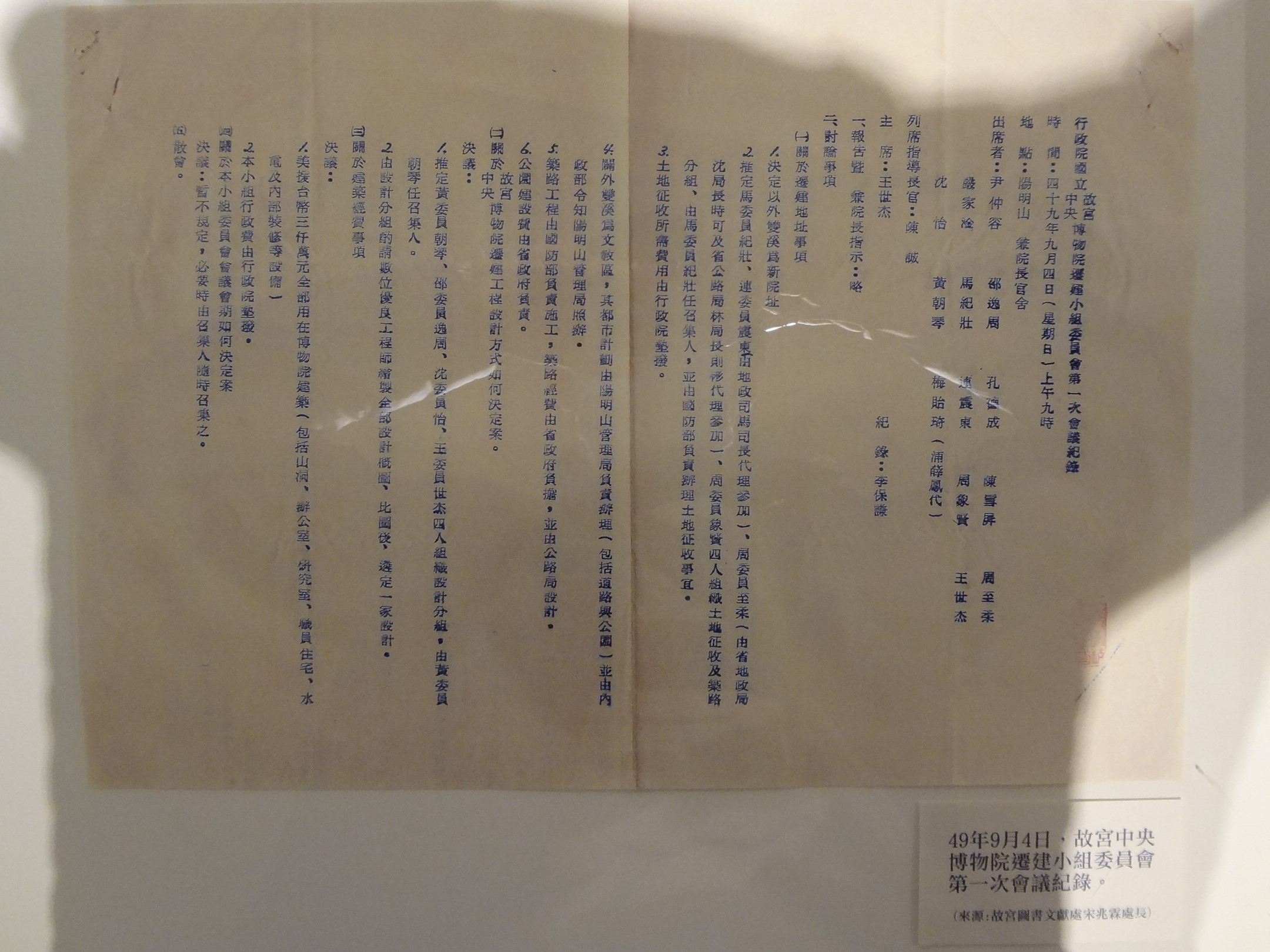
行政院國立故宮中央博物院遷建小組委員會第一次會議紀錄

### 中央文物聯合保管處時期
1948年，因國共內戰，中華民國政府決定將國立北平故宮博物院中國抗日戰爭時期南遷文物及國立中央博物院籌備處文物運往臺灣，同時還代運國立中央圖書館善本圖書、中央研究院歷史語言研究所考古文物、外交部檔案。抵達臺灣後，中研院史語所脫離負責籌運的「聯合辦事處」，由國立北平故宮博物院、國立中央博物院、國立中央圖書館、外交部合組中央文物聯合保管處；後來外交部取回檔案，教育部中華教育電影製片廠運來一批教材。

### 國立中央博物圖書院館聯合管理處時期
1949年8月，杭立武任中央文物聯合保管處主任委員。1949年8月23日，中央文物聯合保管處其餘文物與大成至聖先師奉祀官府文物一併存放在臺中縣霧峰鄉吉峰村北溝（今臺中市霧峰區吉峰里北溝）。同年10月，中央文物聯合保管處與電教合組國立中央博物圖書院館聯合管理處，杭立武續任主任委員，下設故博組、中博組、中圖組、電教組和總務組，並代管存放在台中糖廠倉庫的河南省博物館出土文物。1950年4月1日，國立中央圖書館文物移存聯合管理處北溝庫房。

### 中央運臺文物聯合管理處時期
1954年1月1日，國立中央圖書館恢復建制，聯合管理處裁撤中圖組。1955年1月，聯合管理處改名為中央運臺文物聯合管理處，下設故博組、中博組、電教組和總務組。9月18日，國立中央圖書館於臺北市南海學園復館。11月，中華教育電影製片廠於臺北縣板橋鎮復廠；聯管處裁撤電教組，改名為國立故宮中央博物院聯合管理處。

### 國立故宮中央博物院聯合管理處時期
1956年7月至1957年春，國立歷史文物美術館接收原河南省博物館出土文物與部分第二次世界大戰後日本政府歸還古物。隔年，管理處北溝陳列室開放。1958年春，中華教育電影製片廠撥交國立藝術學校管轄，成為該校的實習片廠。
1960年秋，行政院成立國立故宮中央博物院遷建小組，覓定臺北市士林區外雙溪興建一座規範比較完善的現代化博物館。9月4日，行政院國立故宮中央博物院遷建小組委員會於陽明山副總統兼行政院院長陳誠官邸召開第一次會議。1965年11月12日，孫中山百年誕辰紀念日，位於外雙溪的「故宮博物院台北新館」落成，行政院公布《國立故宮博物院管理委員會臨時組織規程》，王雲五為主任委員，蔣復璁任院長；管理處改制為國立故宮博物院，國立中央博物院遷臺文物由教育部委託國立故宮博物院管理至今。

### 故宮復院
1966年3月10日，存放於北溝陳列室的國立北平圖書館善本圖書運回國立中央圖書館總館。1974年10月，奉臺灣省政府令，台灣省電影製片廠遷至北溝陳列室原址。該址陳列室等已毀於九二一地震，僅存北溝故宮文物典藏山洞。